# 立川北駅

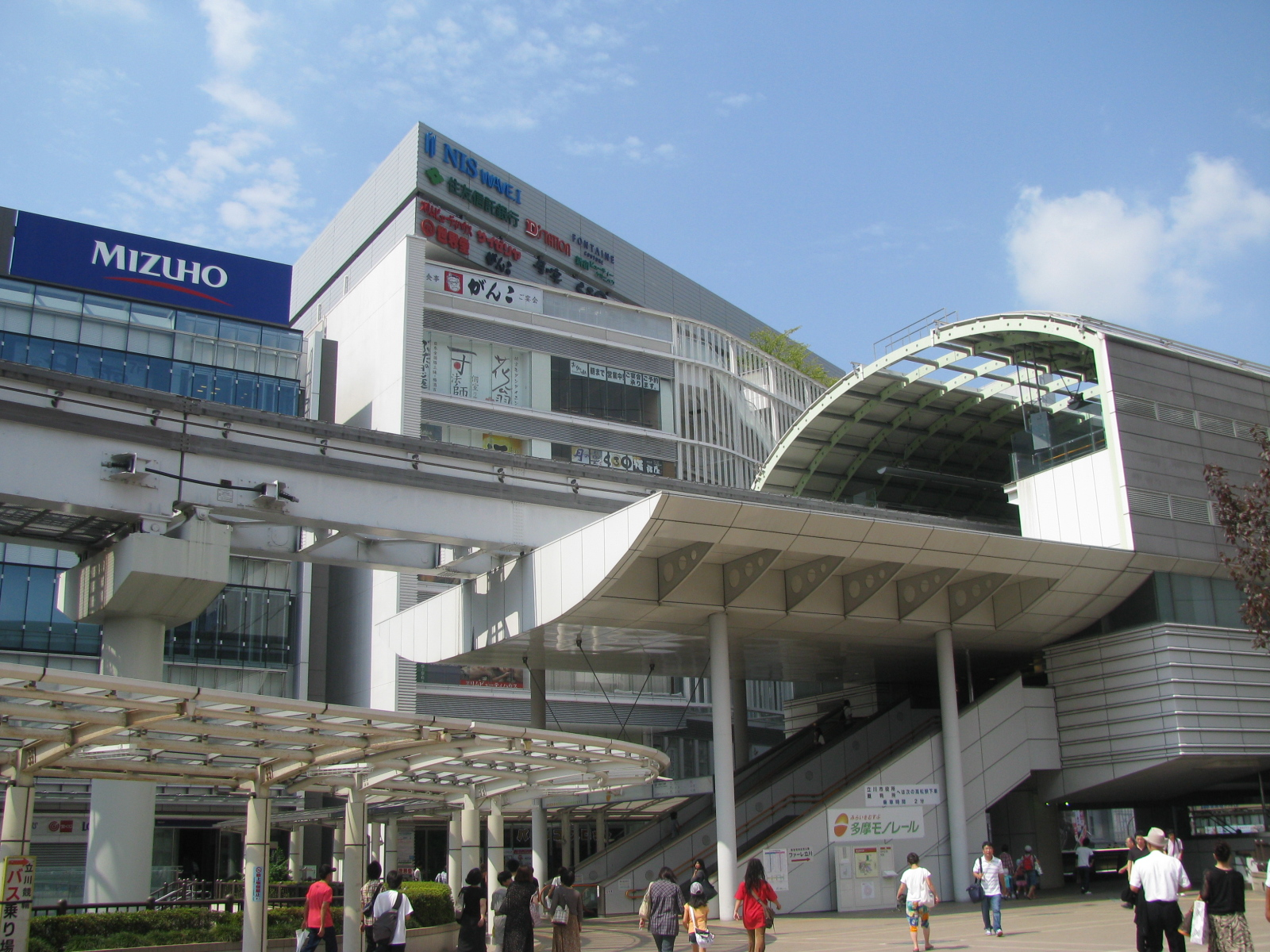
南東側のペデストリアンデッキより
（2010年9月）

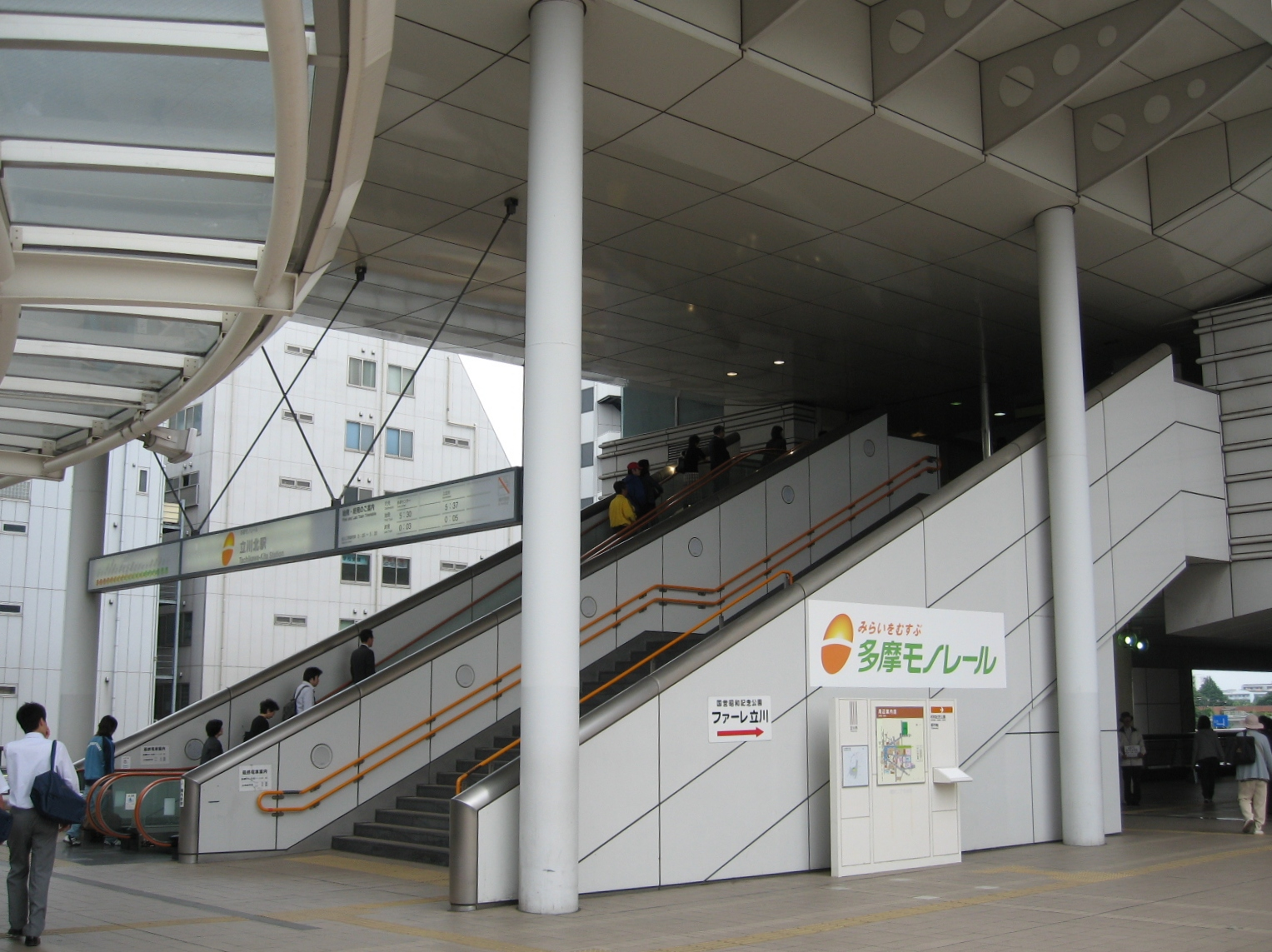
JR立川駅方面入口（2006年6月）

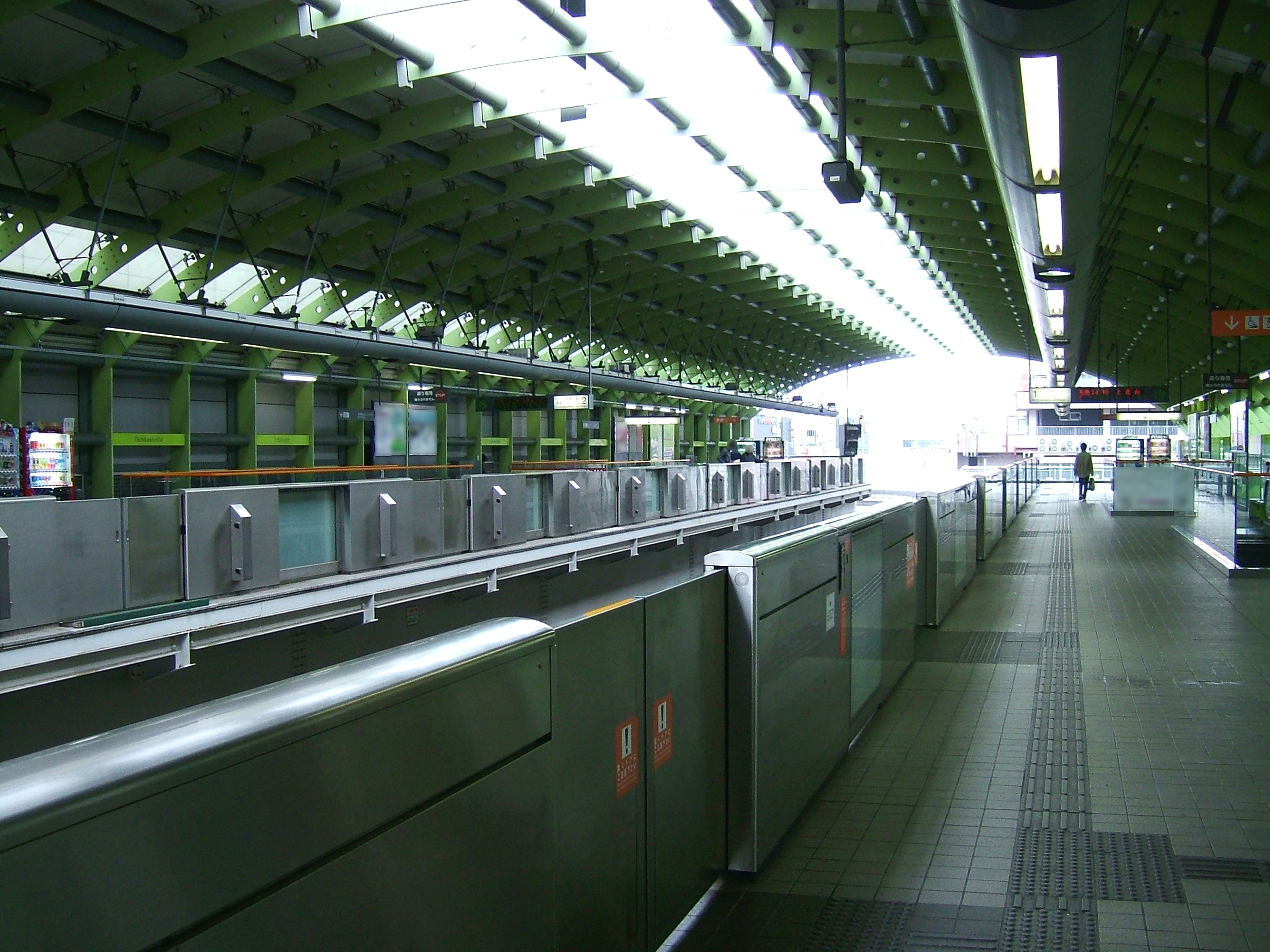
1番ホーム（2008年10月）

立川北駅（たちかわきたえき）は、東京都立川市曙町二丁目に所在する、多摩都市モノレール線の駅。駅番号はTT12。
JR立川駅の北側に位置する。立川駅の南側に位置する立川南駅とは400メートルしか離れておらず、運賃計算上は同一駅として扱われている。ただし、当駅 - 立川南駅間のみの利用の場合は特別割引区間運賃である102円が徴収される。
立川北駅務管理所の所在駅であり、上北台 - 柴崎体育館間を管理している。
土木学会デザイン賞 2003 優秀賞 受賞。

## 歴史
- 1998年（平成10年）11月27日：上北台 - 当駅間開業に伴い、終着駅として開業[1]。
- 2000年（平成12年）1月10日：当駅 - 多摩センター間開業に伴い、途中駅となる[4]。
- 2009年（平成21年）10月14日：改札内コンコースに「セブン-イレブン 立川北駅店」が開店[5]。

## 駅構造
対向式ホーム2面2線の高架駅である。JR立川駅とはペデストリアンデッキで結ばれている。改札内コンコースには、2009年10月14日より、セブン-イレブンの小型店舗がある。
JR立川駅側改札口は、伊勢丹立川店（3F）に直結している。

### のりば
| 番線 | 路線                 | 行先             |
| ---- | -------------------- | ---------------- |
| 1    | 多摩都市モノレール線 | 上北台方面       |
| 2    | 多摩都市モノレール線 | 多摩センター方面 |

## 利用状況
2020年度の1日平均乗降人員は30,526人である。多摩都市モノレールの駅では第1位である。
開業以来の1日平均乗降・乗車人員推移は下記の通り。
| 年度               | 1日平均 乗降人員 | 1日平均 乗車人員 | 出典              |
| ------------------ | ---------------- | ---------------- | ----------------- |
| 1998年（平成10年） | 17,247           | 8,500            | [ 東京都統計 1 ]  |
| 1999年（平成11年） | 20,306           | 10,110           | [ 東京都統計 2 ]  |
| 2000年（平成12年） | 28,140           | 14,031           | [ 東京都統計 3 ]  |
| 2001年（平成13年） | 33,810           | 16,799           | [ 東京都統計 4 ]  |
| 2002年（平成14年） | 34,723           | 17,252           | [ 東京都統計 5 ]  |
| 2003年（平成15年） | 36,223           | 17,992           | [ 東京都統計 6 ]  |
| 2004年（平成16年） | 36,104           | 17,924           | [ 東京都統計 7 ]  |
| 2005年（平成17年） | 34,803           | 17,232           | [ 東京都統計 8 ]  |
| 2006年（平成18年） | 36,178           | 18,035           | [ 東京都統計 9 ]  |
| 2007年（平成19年） | 36,217           | 17,996           | [ 東京都統計 10 ] |
| 2008年（平成20年） | 36,986           | 18,316           | [ 東京都統計 11 ] |
| 2009年（平成21年） | 37,207           | 18,395           | [ 東京都統計 12 ] |
| 2010年（平成22年） | 37,864           | 18,744           | [ 東京都統計 13 ] |
| 2011年（平成23年） | 37,153           | 18,406           | [ 東京都統計 14 ] |
| 2012年（平成24年） | 37,647           | 18,745           | [ 東京都統計 15 ] |
| 2013年（平成25年） | 38,247           | 19,006           | [ 東京都統計 16 ] |
| 2014年（平成26年） | 38,114           | 18,990           | [ 東京都統計 17 ] |
| 2015年（平成27年） | 41,123           | 20,456           | [ 東京都統計 18 ] |
| 2016年（平成28年） | 42,651           | 21,258           | [ 東京都統計 19 ] |
| 2017年（平成29年） | 43,972           | 21,912           | [ 東京都統計 20 ] |
| 2018年（平成30年） | 44,519           | 22,212           | [ 東京都統計 21 ] |
| 2019年（令和元年） | 44,151           | 21,979           | [ 東京都統計 22 ] |
| 2020年（令和02年） | 30,526           | 15,114           |                   |

備考
1. ↑  1998年11月27日、多摩モノレール開業。

## 駅周辺
- JR東日本 立川駅
- ルミネ
- 伊勢丹立川店
- 立川タクロス
- ファーレ立川
  - 立川髙島屋S.C.
  - シネマシティ/シネマ・ツー
- 立川ロフト/BOOK OFF SUPER BAZAAR立川駅北口店
- 国営昭和記念公園

## 隣の駅
多摩都市モノレール
 多摩都市モノレール線
高松駅 (TT13) - 立川北駅 (TT12) - 立川南駅 (TT11)